# Imposizione delle mani (liturgia)

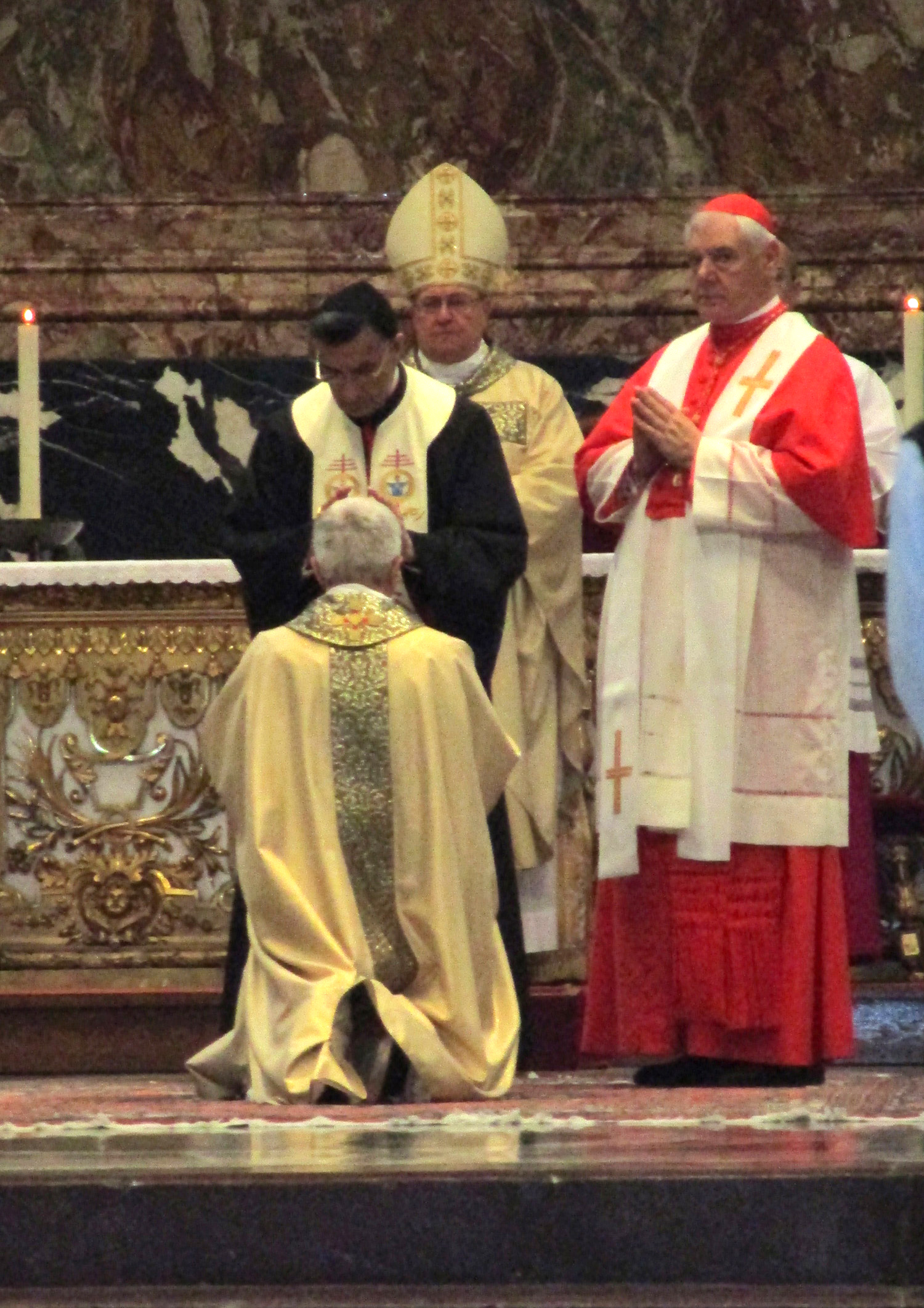
Imposizione delle mani da parte del patriarca maronita Béchara Boutros Raï sul capo di mons. Maurizio Malvestiti durante l'ordinazione episcopale di quest'ultimo; Cattedra di San Pietro, 11 ottobre 2014. Alle spalle del patriarca, i cardinali Sandri e Müller.

L'imposizione delle mani è un gesto antichissimo, caratterizzato da diversi significati connessi alla sfera del sacro.

## Significato del gesto nella Bibbia
Per comprendere il significato cristiano di questo gesto è importante scoprire il significato che esso ha nella Bibbia. Se ne parla spesso nell'Antico Testamento. Alcuni significati che ad esso vengono attribuiti sono legati al culto, altri a tradizioni culturali.
Si può individuare un'imposizione delle mani che si può definire di identificazione, tendente cioè ad esprimersi e a riconoscersi ad un'altra realtà simbolica – adoperata soprattutto nella liturgia sacrificale, nella quale, imponendo le mani ad una vittima s'intendeva quasi caricarla dei propri sentimenti interiori (fossero essi di rendimento di grazie, di pentimento o di adorazione) per esempio nel rito del capro espiatorio. (vedi Levitico 16,21-22, Esodo 29, 10 ecc).
Altro significato di questo gesto è la trasmissione di poteri, quasi una messa a parte di qualcuno per una speciale missione. Mosè pone, ad esempio, la sua mano su Giosuè per farne il proprio successore (vedi Numeri 27, 18-20, Deuteronomio 34, 9).
Per mezzo di questo gesto si consacrano al Signore i leviti: essi venivano offerti a Dio per appartenergli come un'offerta sacra proprio per l'imposizione delle mani; vedi ad esempio Numeri 8, 10-14: qui più che conferimento di un potere il gesto vuol significare una particolare consacrazione a Dio e al suo servizio.
Il gesto può significare anche una benedizione speciale: Giacobbe pone la mano destra su Efraim e la sinistra su Manasse per benedirli (vedi Genesi 48,14).
Anche nel Nuovo Testamento questo gesto è abbastanza frequente e il suo significato dipende dal contesto in cui avviene. Anzitutto può significare la trasmissione di una benedizione, invocando la benevolenza di Dio su chi la riceve. Il Signore Gesù imponeva le mani sui bambini, pregando per loro (vedi Matteo 19, 13-15: Nel testo parallelo Marco sottolinea il contatto fisico «Gli presentavano dei bambini perché li accarezzasse» (Marco 10,13-16). L'imposizione, dunque, era anche contatto fisico).
Molto spesso il gesto è accompagnato dall'idea e dalla realtà di una guarigione. Giairo chiede a Gesù: «La mia figlioletta è agli estremi; vieni a imporle le mani perché sia guarita e viva» (Mc  5,23). Gli presentano il sordomuto «pregando di imporgli le mani» (Mc 7,32); gli conducono il cieco di Betsaida «...pregando di toccarlo. Allora... gli impose le mani... sugli occhi ed egli ci vide chiaramente...» (Mc 8,22-25). Era il gesto più ripetuto nelle guarigioni: «tutti quelli che avevano infermi colpiti da mali di ogni genere li condussero a lui. Ed egli, imponendo su ciascuno le mani, li guariva» (Luca 4,40).
L'espressività del segno si prolunga anche nell'incarico di Gesù ai suoi discepoli: «...imporranno le mani ai malati e questi guariranno» (Mc 16,18). Anche Paolo, dopo la visione del Signore sulla strada per Damasco viene guarito da Anania precisamente con l'imposizione delle mani (conf. Atti 9,17). E poi a sua volta anche lui guarirà i malati imponendo le mani (conf. Atti 28, 8-9).
Imporre le mani sul capo di una persona significa anche invocare e trasmettere su di lei il dono dello Spirito Santo per una determinata missione. È così con i battezzati di Samaria, che ricevono la visita degli apostoli per completare la loro iniziazione cristiana (conf. Atti 8,17). Lo stesso per i discepoli di Efeso «E non appena Paolo ebbe imposto loro le mani, scese su di loro lo Spirito Santo» (Atti 19,6).
Ma anche a coloro che sono stati scelti per il ministero di diaconi nella comunità primitiva vengono imposte loro le mani come segno di una missione speciale (conf. Atti 6,6). Paolo e Barnaba sono scelti e mandati dalla comunità a una nuova missione apostolica. È un momento importante nella storia della comunità. Il gesto è espressivo: «Dopo aver digiunato e pregato, imposero loro le mani e li accomiatarono» (Atti 13,3). Paolo si ricorderà di questo momento e scriverà a Timoteo dell'importanza di quel gesto sacramentale che sta alla radice della sua missione (conf. 1Tm 4,14).

## Il gesto nelle celebrazione della Chiesa
Già nella Chiesa primitiva vi è una consapevolezza dell'importanza della imposizione delle mani. Infatti la Chiesa primitiva considerava questo gesto come elemento essenziale nel conferimento dei due sacramenti: la confermazione e l'ordine. Nel primo, in quanto signum del dono formale dello Spirito Santo al neofita, a perfezione della sua iniziazione cristiana, nel secondo, come espressione sensibile della trasmissione da parte di Dio di speciali poteri ad una classe di uomini che egli ha prescelto.
Nella Chiesa antica quel gesto entrava pure nel rituale degli altri sacramenti, compresa l'eucaristia. Ad es. nella preparazione dei catecumeni al battesimo, nella riconciliazione dei penitenti, nella celebrazione dell'Eucaristia, nell'unzione degli infermi. Uno studioso della storia della liturgia, il Righetti, fa notare che il gesto delle imposizione delle mani era usato anche in molti altri riti extra-sacramentali, ad es. nella consacrazione delle vergini, nella benedizione degli abati e delle abbadesse, negli esorcismi, nel Canone della messa, in molte benedizioni.
L'imposizione delle mani è riservata in senso compiuto e sacramentale all'ordine sacro. Amministrata talvolta dal vescovo (conferimento ordine sacro, cresima), in certi casi dal vescovo e dal presbiterio collettivamente (celebrazione eucaristica, ordine), dal sacerdote (consacrazione eucaristica, battesimo), oppure dal diacono e dagli esorcisti nel compimento delle loro funzioni. Ai laici non è mai stato espressamente permesso, questo per evitare fraintendimenti e confusioni pastorali con il compiuto ambito sacramentale, legato, invece, all'ordine sacro. Solo al padre, genitore, era lecito imporre le mani sui figli e alla madre di segnare i figli con un segno della croce sulla fronte come benedizione, ma sempre in ambito privato, mai comunitario. Nei gruppi nei quali l'imposizione delle mani viene facilmente esercitato, è un abuso mai approvato dalla Chiesa. È tuttavia doveroso precisare che nei gruppi del Rinnovamento Carismatico Cattolico, il gesto dell'imposizione delle mani da parte dei laici che avviene durante la preghiera di effusione ed in alcune circostanze particolari dove lo Spirito Santo suggerisce di farlo dietro un opportuno discernimento, è un gesto che avviene sin dalle origini del Rinnovamento Carismatico Cattolico, ed è approvato dalla chiesa. Fra le principali realtà del Rinnovamento Carismatico Cattolico vi sono la Comunità Gesù Risorto, il Rinnovamento nello Spirito Santo, ed altri gruppi.

## Il gesto nei rituali riformati dopo il Concilio Vaticano II
Nei rituali riformati dopo il Concilio Vaticano II il gesto è presente, con diverso rilievo, in tutti i sacramenti. Può essere fatto con tutte e due le mani oppure con una mano sola, stese sopra il popolo od anche solo su una persona alla volta. Il significato in ogni caso viene spiegato dalla parola interpretativa che l'accompagna.

### Battesimo
Nel battesimo il gesto si compie due o anche tre volte.
- Una prima volta, negli esorcismi minori dei catecumeni:

(OBP n.109.)
- Una seconda volta:

(OBP, n. 17.)
- Esiste anche una terza imposizione della mano, questa volta non sui battezzandi, ma sull'acqua durante la preghiera di benedizione.

(OBP, n. 54).)

### Cresima
Nella cresima vi sono due imposizioni delle mani. Una "primaria" su ogni candidato ed una "secondaria" - quella che procede la crismazione su tutti i candidati insieme.
- L'unzione "primaria", appartiene all'essenza del sacramento:

(OC, n. 27).)
La riforma liturgica seguita al Concilio Vaticano II e il nuovo rituale di papa Paolo VI hanno fatto discutere. I rituali precedenti dicevano: [il sacramento si compie] per manus impositionem cum unctione Chrismatis in fronte» (Rituale di Paolo V del 1592). Il rito riformato invece non parla più dell'imposizione della mano. Pertanto non si riusciva ad interpretare bene la formula sacramentale data nell'Ordo e quella della costituzione apostolica sul sacramento della Confermazione (Divine consortium naturae). Infatti essa dice:
(OC, n. 27).)
Il rito riformato non parla più dell'imposizione della mano. Dice solo del segno della croce sulla fronte del cresimando da parte del vescovo con il Crisma e della formula «Ricevi…». (conf. sopra). È stato formulato il dubium alla Commissione Vaticana per l'Interpretazione dei Decreti del Concilio Vaticano II, la quale ha risposto: «Chrismatio ita peracta manus impositionem sufficienter manifestat». Dunque basta la crismazione con il pollice. Essa, senza l'imposizione della mano stessa sul capo, «manifesta in modo sufficiente l'imposizione della mano». Pertanto l'imposizione della mano è sempre richiesta all'essenza del sacramento, anche se basta quella fatta per la crismazione della fronte.
- La seconda imposizione delle mani si ha all'inizio del rito, dopo il rinnovamento delle promesse battesimali.

(RC, n.9)
Poi il rituale aggiunge una nota dei concelebranti, che partecipano con il vescovo nel rito:
(RC, n.9.)
Dunque il rito si svolge nel modo seguente:
Il vescovo (e accanto a lui i sacerdoti che lo aiutano), in piedi, a mani giunte, rivolto ai candidati, dice la preghiera: «Fratelli carissimi,…» Poi tutti pregano per qualche tempo in silenzio (OC, n.24).
Quindi il vescovo (e con lui i sacerdoti che lo aiutano) impone le mani su tutti i cresimandi e dice l'orazione: «Dio onnipotente, Padre…» a cui alla fine l'assemblea risponde: Amen. (OC, n.25).
Dopo questo rito il celebrante prosegue con la crismazione dei singoli candidati.

### Sacramento del perdono
Nel sacramento della penitenza, il rito rappresenta una novità, un recupero della tradizione dimenticata. Secondo il nuovo rituale (OP) le parole dell'assoluzione pronunciate dal sacerdote vengono accompagnate non solo dal segno della croce, ma anche dall'imposizione della mano.
Con questo gesto il ministro della Chiesa concede al penitente nel nome di Cristo il perdono e lo riconcilia con la Chiesa.

### Unzione degli infermi
- Nel sacramento dell'unzione degli infermi l'imposizione delle mani non appartiene all'essenza del sacramento, non è cioè un gesto sacramentale. Tuttavia questo gesto ha la sua importanza nella Scrittura nel contesto della malattia. Esso è collocato dopo la liturgia della Parola. Il rito inizia con le litanie. L'ultima invocazione dice:

Questa intenzione di preghiera rispecchia molto bene il significato del gesto. Esso è radicato negli esempi visti nella Scrittura, vuol essere cioè un gesto di guarigione modellato sull'esempio di Gesù.
Dopo la litania, il sacerdote impone le mani sul capo dell'infermo senza nulla dire. (OUI, n.74)
- Cura pastorale dei malati.

L'Ordo (come si può dedurre già dal titolo) si occupa anche della cura pastorale degli infermi e non solo dell'estrema unzione. Esso consiglia ai pastori di visitare spesso i malati, di star loro vicino, confermandoli con la Parola e i Sacramenti.
Alla fine di queste visite il sacerdote (...) potrà benedire il malato imponendogli le mani (OUI, n.45).

### Matrimonio
Il sacramento del matrimonio di per sé non ha l'imposizione delle mani, sottolineando il fatto che non è il ministro a conferire agli sposi il sacramento, ma sono loro stessi, che esprimendo il consenso, si consacrano l'un all'altro per tutta la vita. Il ministro, a nome della Chiesa, assiste e riceve il consenso degli sposi, confermandolo e benedicendo.
In questo contesto è presente un'imposizione delle mani. Essa è collocata nella solenne benedizione della sposa e dello sposo:
1. nella celebrazione del sacramento durante la messa, dopo il Pater, al posto dell'embolismo: Libera nos...
2. nella celebrazione del sacramento fuori messa, fatto il rito del matrimonio, dopo la preghiera universale.

((OCM, n. 73).)

## Celebrazione dell'eucaristia
Nella celebrazione della messa l'imposizione delle mani è presente due volte. Una durante la preghiera eucaristica, prima della consacrazione, sopra le offerte, l'altra, alla fine della messa, ogniqualvolta si voglia impartire la benedizione solenne sul popolo.
- L'imposizione delle mani sopra le offerte è presente in tutte le preghiere eucaristiche.

1. Canone Romano

Tenendo le mani sulle offerte, il sacerdote dice: «Santifica, o Dio, queste offerte con la potenza della tua benedizione…». (Messale Romano, n. 90).
1. II Preghiera Eucaristica

Il sacerdote celebrante dice: «Santifica questi doni con la rugiada del tuo Spirito» tenendo le mani stese sopra le offerte (MR n.103).
1. III Preghiera Eucaristica

Il sacerdote dice: «Ora ti preghiamo umilmente: manda il tuo Spirito a santificare i doni che ti offriamo» tenendo le mani distese sopra le offerte. (MR n.110)
1. IV Preghiera Eucaristica

Il sacerdote celebrante tenendo le mani sopra le offerte, dice: «Ora ti preghiamo, Padre, lo Spirito Santo santifichi questi doni, perché diventino il corpo…». (MR, n.119).
Durante le messe concelebrate i sacerdoti concelebranti stendono la mano destra verso le oblate, pronunziando le parole insieme con il sacerdote principale. (RSCM, n.34) .

## Ordine
L'imposizione delle mani, nel conferimento di un ordine significa la comunicazione del dono dello Spirito Santo per la santificazione interiore dei candidati e per la loro abilitazione al compimento degli uffici propri dell'ordine in cui entrano. Nel Sacramento dell'Ordine il gesto dell'imposizione delle mani è un gesto fondamentale del sacramento. Il sacramento dell'Ordine è costituito da tre gradi: diaconato, presbiterato ed episcopato. Ma il gesto dell'ordinazione è lo stesso per tutti e tre i gradi: «il ministro, che è il vescovo, impone le mani su ciascun candidato senza nulla dire». Infatti nella costituzione apostolica Pontificalis Romanis di Paolo VI del 1968 si legge che la materia dell'ordinazione del diacono, del presbitero e del vescovo è «l'imposizione delle mani del vescovo fatta in silenzio, prima della preghiera consacratoria». La differenza dei gradi rispecchia la modalità "gradatoria" del gesto e la preghiera consacratoria propria ad ogni grado. Nel conferimento del diaconato impone le mani solo il vescovo, nell'ordinazione dei presbiteri, dopo il vescovo impongono le mani tutti i presbiteri presenti (sia concelebranti sia altri che partecipano alla cerimonia), e infine nell'ordinazione episcopale, oltre il vescovo principale e almeno due vescovi concelebranti, impongono le mani sul capo dell'eletto tutti i vescovi presenti.
Nell'Ordinazione di un diacono, anche se sono presenti altri vescovi concelebranti, soltanto il vescovo principale impone le mani agli ordinandi.